# Jodi Magness
Jodi Magness (née le 19 septembre 1956 à Philadelphie, Pennsylvanie) est une archéologue américaine, spécialiste de l'Israël antique et du judaïsme ancien. Elle est professeur émérite Kenan pour l'excellence dans l'enseignement du judaïsme ancien à l'université de Caroline du Nord à Chapel Hill. Elle a auparavant enseigné à l'université Tufts.

## Formation
Jodi Magness obtient sa licence (Bachelor of Arts) en archéologie et histoire de l'université hébraïque de Jérusalem en 1977, et son doctorat (PhD) en archéologie classique de l'université de Pennsylvanie en 1989.

## Carrière
De 1990 à 1992, Jodi Magness est boursière postdoctorale Mellon en archéologie syro-palestinienne au Centre d'archéologie et d'art de l'Ancien Monde de l'université Brown. Elle enseigne également à l'université Tufts, avant de rejoindre l'université de Caroline du Nord à Chapel Hill, où elle est professeur Kenan pour l'excellence dans l'enseignement du judaïsme ancien.
Jodi Magness est une enseignante populaire dont « le style d'enseignement unique consistant à utiliser des anecdotes vives [maintient] les étudiants sur le bord de leur siège ».

## Fouilles
Jodi Magness participe à 20 fouilles différentes en Israël et en Grèce. Elle co-dirige les fouilles de 1995 des travaux de siège romain à Massada. De 1997 à 1999, elle co-dirige des fouilles à Khirbet Yattir en Israël. Depuis 2003, elle est codirectrice des fouilles du fort romain tardif de Yotvata, en Israël. En 2011, elle commence à fouiller à Huqoq.

## Le Tombeau de Jésus
Jodi Magness a vivement critiqué le docu-fiction Le Tombeau de Jésus de James Cameron et Simcha Jacobovici, déclarant qu'« à l'époque de Jésus, les familles riches enterraient leurs morts dans des tombes taillées à la main dans la roche solide, mettant les ossements dans des niches au murs puis, plus tard, en les transférant dans des ossuaires ». Alors que « Jésus est issu d'une famille pauvre qui, comme la plupart des juifs de l'époque, enterrait probablement ses morts dans des tombes ordinaires. Si la famille de Jésus avait été assez riche pour s'offrir un tombeau taillé dans la roche, ce serait à Nazareth, pas à Jérusalem », a-t-elle dit. Magness a également déclaré que les noms sur les ossuaires de Talpiyot « indiquent que la tombe appartenait à une famille de Judée, la région autour de Jérusalem, où les gens étaient connus par leur prénom et le nom de leur père. En tant que Galiléens, Jésus et les membres de sa famille auraient utilisé leur prénom et leur ville natale ».

## Prix et honneurs
Jodi Magness devient membre de l'Académie américaine des arts et des sciences en 2019.

## Publications
- The Archaeology of Qumran and the Dead Sea Scrolls, 2e éd. (Grand Rapids, MI: Eerdmans, 2021)
- Masada: From Jewish Revolt to Modern Myth, Princeton University Press (14 mai 2019)[5]
- Stone and Dung, Oil and Spit: Jewish Daily Life in the Time of Jesus (Grand Rapids, MI: Eerdmans, 2011)
- The Archaeology of the Early Islamic Settlement in Palestine (Winona Lake, IN: Eisenbrauns, 2003), 2006 Irene Levi-Sala Book Prize.
- The Archaeology of Qumran and the Dead Sea Scrolls (Grand Rapids, MI: Eerdmans, 2002) – winner of the 2003 Biblical Archaeology Society's Award for Best Popular Book in Archaeology and an “Outstanding Academic Book for 2003” by Choice Magazine.
- Debating Qumran: Collected Essays on Its Archaeology (Leuven: Peeters, 2004); Hesed ve-Emet, Studies in Honor of Ernest S. Frerichs (co-edited with S. Gitin; Atlanta: Scholars Press, 1998)
- Jerusalem Ceramic Chronology circa 200–800 C.E. (Sheffield: Sheffield Academic, 1993)